# Kostel Nanebevzetí Panny Marie (Tachov)
Arciděkanský kostel Nanebevzetí Panny Marie v Tachově se nachází na návrší blízko někdejších hradeb, severně od hlavního náměstí. Gotická trojlodní stavba s věží v průčelí vznikla za vlády Karla IV. Za své dlouhé existence byl kostel poničen mnoha požáry, po každém neštěstí byl ovšem znovu opraven. K výrazné přestavbě došlo při regotizaci v roce 1908. Od roku 1958 je kostel chráněn jako kulturní památka.

## Historie

### Středověk

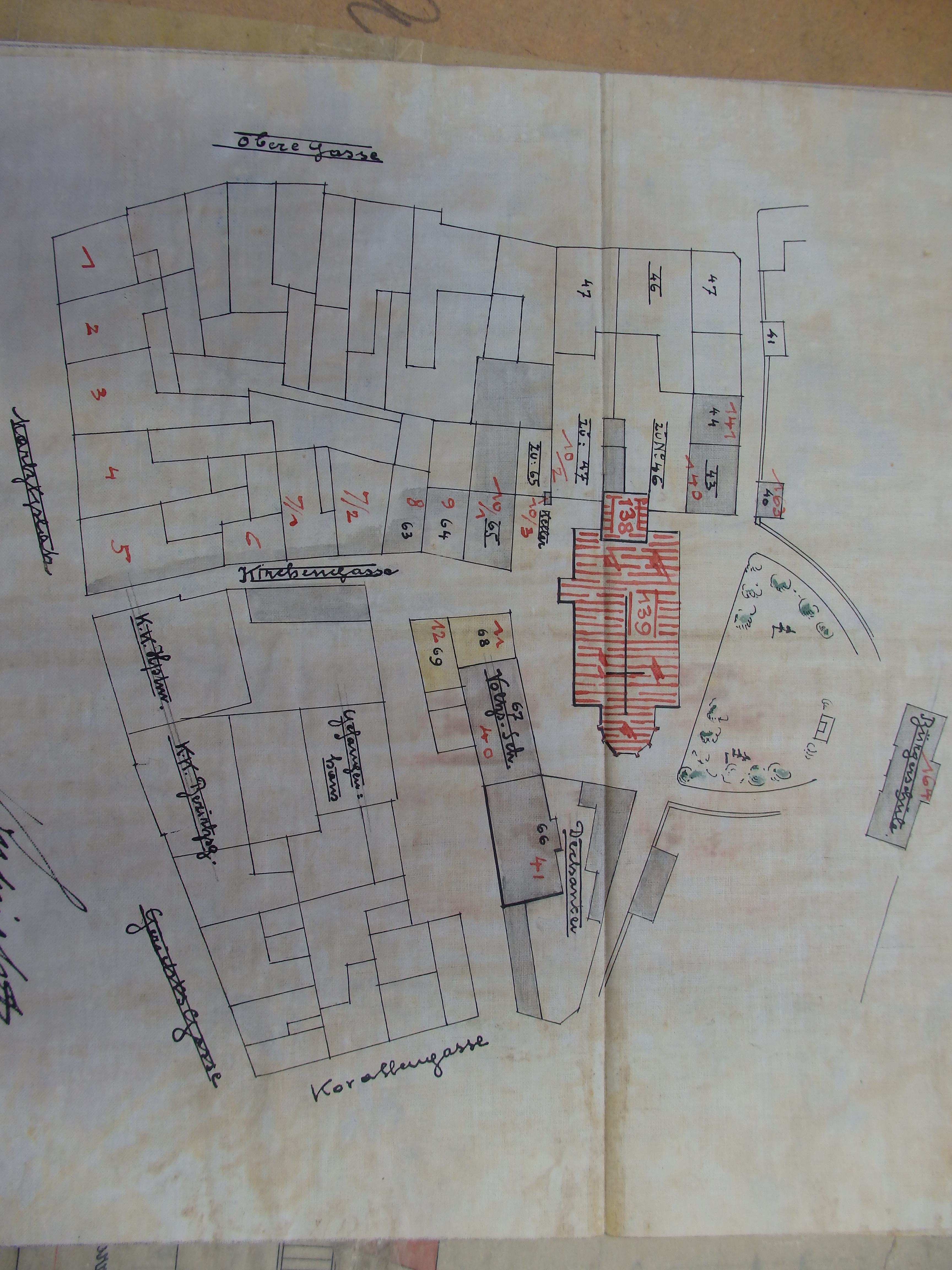
Poloha kostela ve městě

Město Tachov má dlouhou historii lidského osídlení. Už Slované se rozhodli si zde vystavět hradiště. Těmito krajinami procházela důležitá Norimberská stezka spojující Čechy a Bavorsko. První doložené zmínky o Tachovu pocházejí z počátku 12. století. V období vlády Přemysla Otakara I. byl Tachov důležitým obranným bodem.
K většímu rozkvětu města došlo za vlády Přemysla Otakara II. Ve městě se do dnešních dnů dochoval malý kostelík sv. Václava, o jehož existenci pravděpodobně hovoří donační listina Jana Lucemburského z 19. října 1329. Ta kostel společně s blíže neurčenou kaplí převádí pod správu řádu Křižovníků s červenou hvězdou. Tento malý kostel ale brzy přestal stačit stále rostoucímu středověkému městu. Proto se za vlády Karla IV. začal budovat nový a větší kostel. Tuto dataci stavby dokládají tvary stavebních prvků, typické pro karolinskou dobu a také celkově převýšené proporce kostela.
Ze 14. a 15. století se žádné dokumenty o výstavbě kostela nedochovaly. Za husitských válek byl ovšem kostel už velmi zpustlý, dva tamější faráři ho kvůli strachu z husitů opustili. V 15. století kostel ale postihla ještě další tragédie. Na svátek sv. Jiljí (1. září) roku 1492 totiž kostel společně s celým městem vyhořel. Po požáru došlo k rozsáhlým opravám a přestavbě kostela, byla opravena loď a do oken se vložily nové kružby ve stylu pozdní gotiky. Přestavbu dokládá rozdílná profilace žeber v lodi a chóru, v prvním poli lodi u vítězného oblouku se dokonce různí profilace žeber a patek, na která žebra dosedají. Roku 1558 kostel opět poničil požár, a proto musely následovat další rozsáhlé opravy. K věži se přistavělo nové patro zvonice. Do kostela byl dán nový oltář a kůr (tehdy dřevěný). Kostel byl také zařízen novým mobiliářem. V roce 1618 kostel koupila převážně luteránská městská rada, poté okamžitě následovalo vyrabování kostela radikálními luterány. Rozlámali sedm oltářů, svaté relikvie rozšlapali a zpeněžili neponičené cennosti.

### Třicetiletá válka
Ke konci Třicetileté války v roce 1646 byl kostel vypleněn také Švédy. Ti založili požár, který poničil celé město včetně obou kostelů. V letech 1647-1649 došlo tedy k dalším opravám. Nový hlavní kostelní oltář byl vysvěcen roku 1663.

### Regotizace
V roce 1883 se na schůzi, vedené architektem Josefem Mockerem, rozhodlo o opravě a přestavbě kostela, který byl tou dobou opět v havarijním stavu. Kvůli nedostatku peněz k ní ovšem došlo až v letech 1904–1908. Projekt na přestavbu vytvořil A. Cechner a byl realizován třemi staviteli – Františkem a Janem Bradnerem a inženýrem Haubnerem. Nově zrekonstruovaný kostel byl vysvěcen 28. listopadu 1908.

#### Regotizační změny

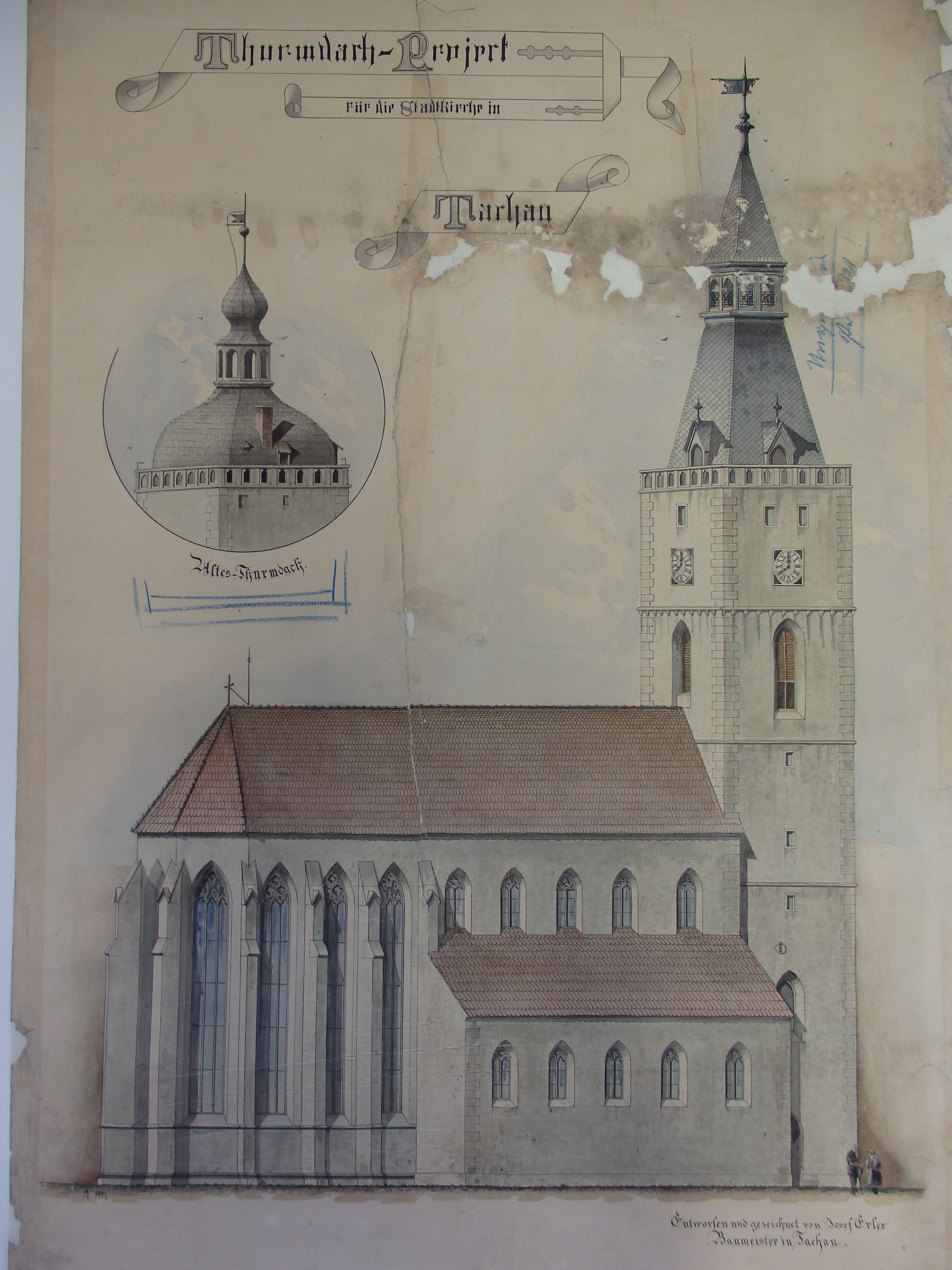
Jeden z návrhů regotizace (nerealizováno)

Od 17. století měla střecha kostelní věže cibulovitý tvar. Během regotizace byla ovšem střecha změněna na vysokou valbovou se čtyřmi nárožními věžičkami. Zrušen byl také věžní ochoz. Na hřeben střechy hlavní lodi byla přidána sanktusová věžička. Uvnitř kostela byl upraven dvoupatrový kůr, na zábradlí byly přidány slepé kružby. K menším změnám došlo také v úpravě zdobení oken a portálů.

### 20. století
Roku 1929 byl kostel povýšen na arciděkanský. Za druhé světové války kostel při náletu zasáhla bomba, poničena byla ovšem jen severní část. Její oprava byla provedena v letech 1945-1946 a věž byla poté přístupná veřejnosti. V roce 1963 zde vypukl požár, při kterém byl zničen krov věže i kostela a schodiště do věže. Kostel byl po požáru zastřešen až v letech 1967–1968. Další změnu stavba prodělala v roce 1995, kdy byly do oken jižní části presbyteria vloženy nové kružby.

## Exteriér
Kostel Nanebevzetí Panny Marie nestojí na náměstí, ve středu města. Nachází se na vyvýšeném prostranství, přímo vedle někdejších hradeb. Tato poloha umožňovala použít věž kostela také jako součást obranného systému města. Celková délka kostela je 45,5 metru. Orientován je typicky, kněžištěm na východ.

### Části kostela
Kostel je rozdělen na převýšenou hlavní loď a na dvě nižší vedlejší lodě.
V místě polygonálního závěru jsou na fasádě odstupňované opěráky spojeny průběžnou podokenní římsou.

### Portály
Nynější hlavní vchod do chrámu je na jižní straně. Je krytý předsunutou zastřešenou lodžií vyvýšenou nad terén o sedm schodů. Lodžii zdobí lomené oblouky s přetínavými profily. Skrze vysoký lomený oblouk se segmentovým ostěním se vchází dovnitř kostela. Uvnitř je u vchodu přistavěna dřevěná předsíň.
Další větší vchod je na severní straně, pod věží. Má také tvar lomeného portálu.
Obě schodišťové věže mají samostatné vchody.
Na severní straně je ve středu vedlejší lodě větší lomený portál, také se segmentovým ostěním.
Po obvodu kostela je řada dalších menších portálů. Jeden z nich je na severní straně, vede do oratoře a má podobu sedlového portálu s okosením. Další vchod je na východní straně, přímo v ose oltáře. Je tvořen pouze jednoduchým kamenným překladem. Ve východní části se nachází ještě jeden malý lomený portálek. Ten je ovšem zazděný. Do sakristie na jižní straně je také samostatný vchod sedlovým portálem s přetínavým ostěním.

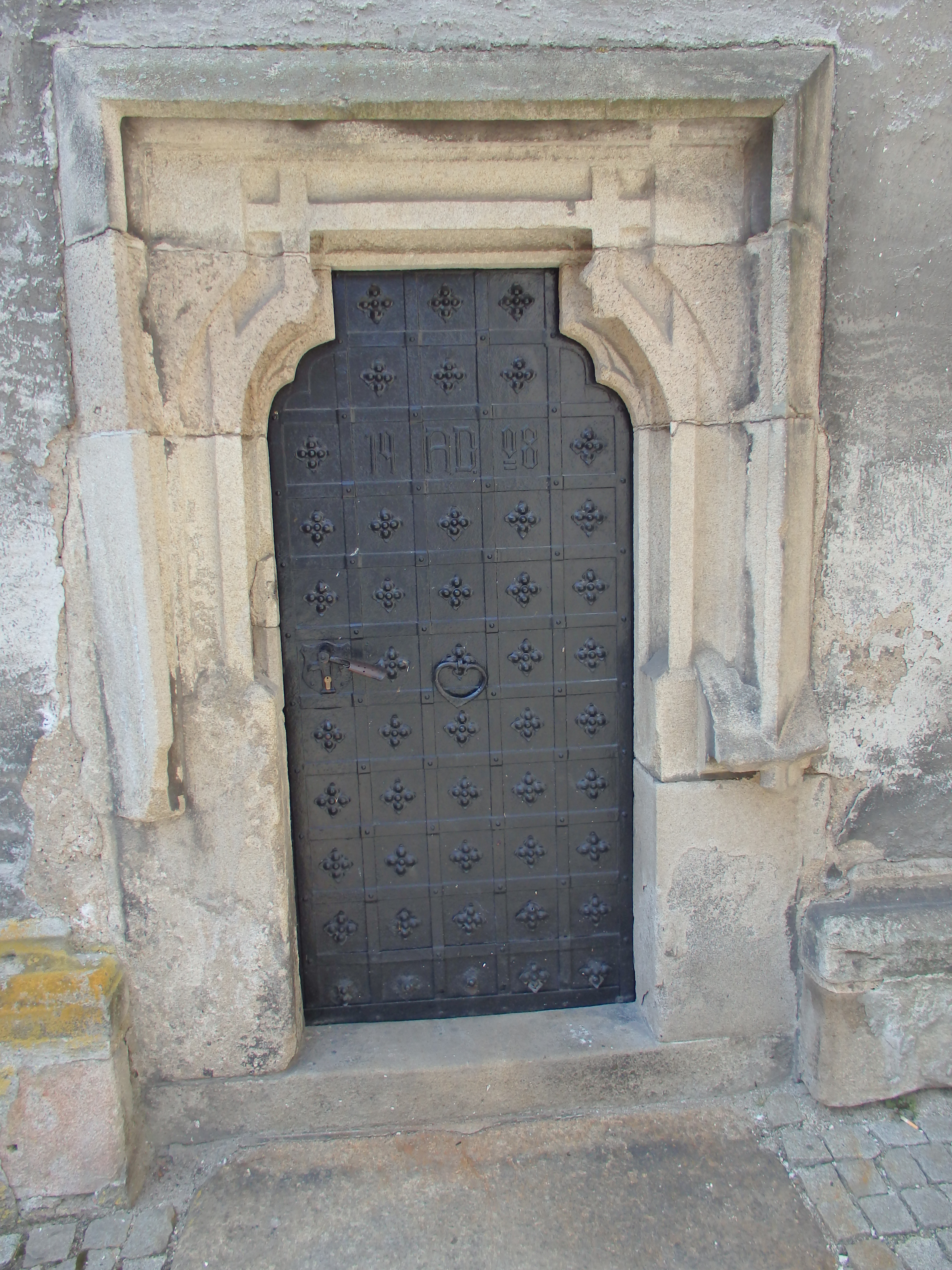
Sedlový portál s přetínavým ostěním
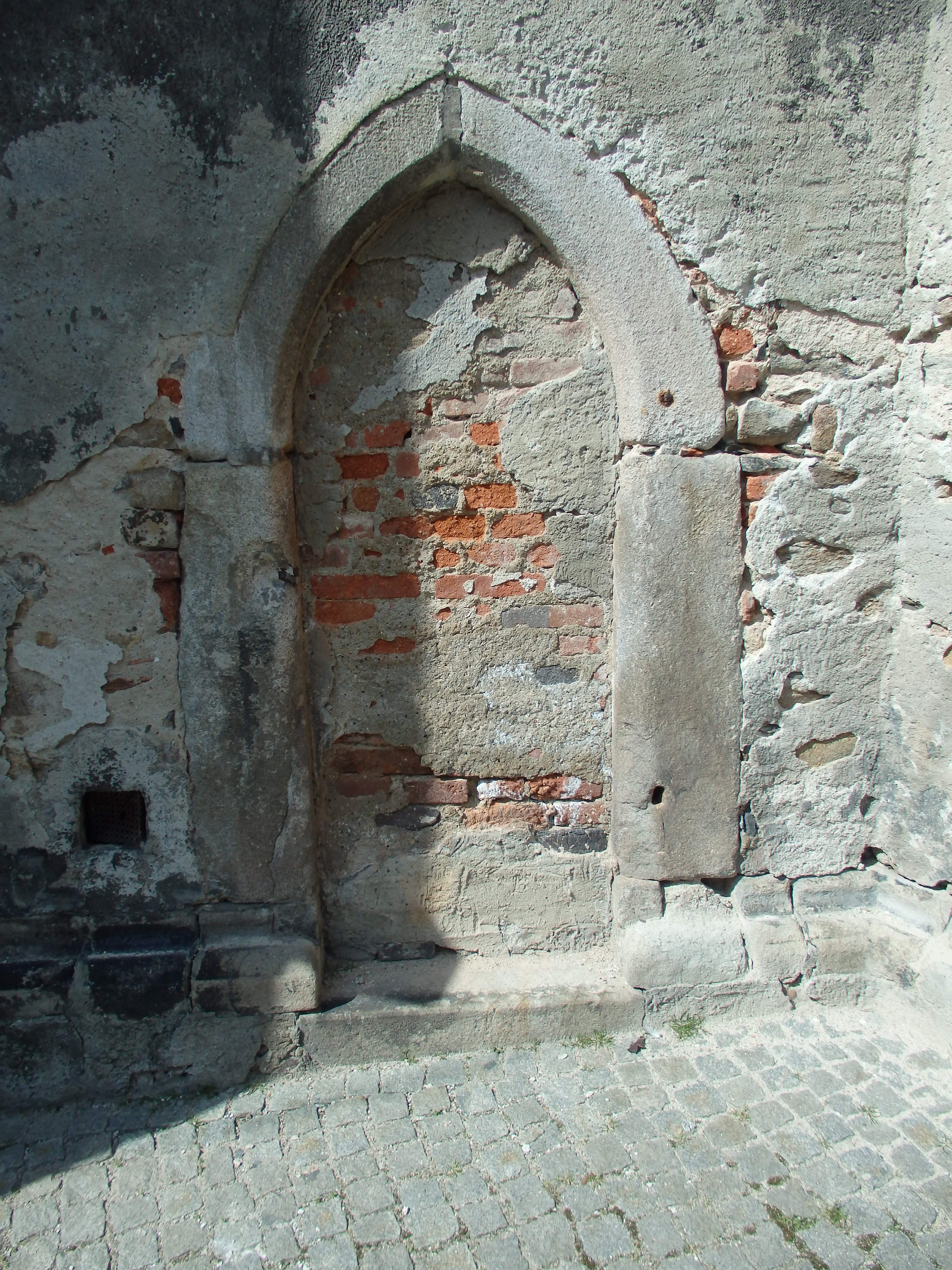
Zazděný lomený portál

### Věž
Věž dominuje západní části kostela, je vysoká 70 metrů a má osm dřevěných pater. Nynější podoba krovu věže je až z období regotizace. Střecha je valbová a do jejích rohů byly přidány čtyři nárožní věžičky. V přízemí věže je křížově zaklenutý prostor, skrze který vede přímý vstup do kostela. Žebra křížové klenby jsou svedena na konzoly jehlanového tvaru.
Po stranách věže jsou umístěny dva nižší schodišťové přístavky, které mají polygonální tvar. Přes schodiště v jižním přístavku je možné vyjít do obou pater kůru a na půdu jižní vedlejší lodi. Přístup ke krovu severní věže je možný přes varhanní kůr. Severním schodištěm se dá vyjít na pěvecký kůr a je z něj přístupná věž. Do věže se vchází lomeným obloukem přes předsíň. Ta na fasádě vystupuje z hmoty věže v podobě arkýře na krakorcích. První patro věže je nyní přibližně dva metry pod úrovní schodiště, má jediné okno, na jižní straně věže. Druhé patro je osvětleno dvěma střílnovými okny, ve třetím, čtvrtém a pátém patře následují menší, nepravidelně umístěná okna. V šestém patře jsou zvony kostela a tři vysoká okna, čtvrté okno v západní části je zazděné. V sedmém patře je umístěn hodinový stroj spojený se zvony. Je zde také použito jiné rozmístění oken, na jižní a severní straně jsou dvě okna, na západní a východní stěně vždy jen jedno. V osmém patře věže byl dříve byt věžného a byl z něj možný přístup na věžní ochoz, který byl po regotizačních úpravách zrušen. Přístup do krovu věže je možný po žebřících.

### Okna
Okna lodí jsou lomená, dvouosá. Každá část je nahoře zakončena jeptiškami (trojlisty) a nad nimi je vždy kružba. Ve vedlejších lodích má kružba většinou tvar čtyřlistu, v hlavní lodi je ovšem každá kružba jiná.
V části presbytáře jsou okna trojosá. Jejich díly jsou také zakončeny jeptiškami, nad nimi jsou opět kružby s trojlisty. Okna do oratoře jsou obdélníková, dvoudílná s příčníkem, a jsou zdobena přetínavými profily.

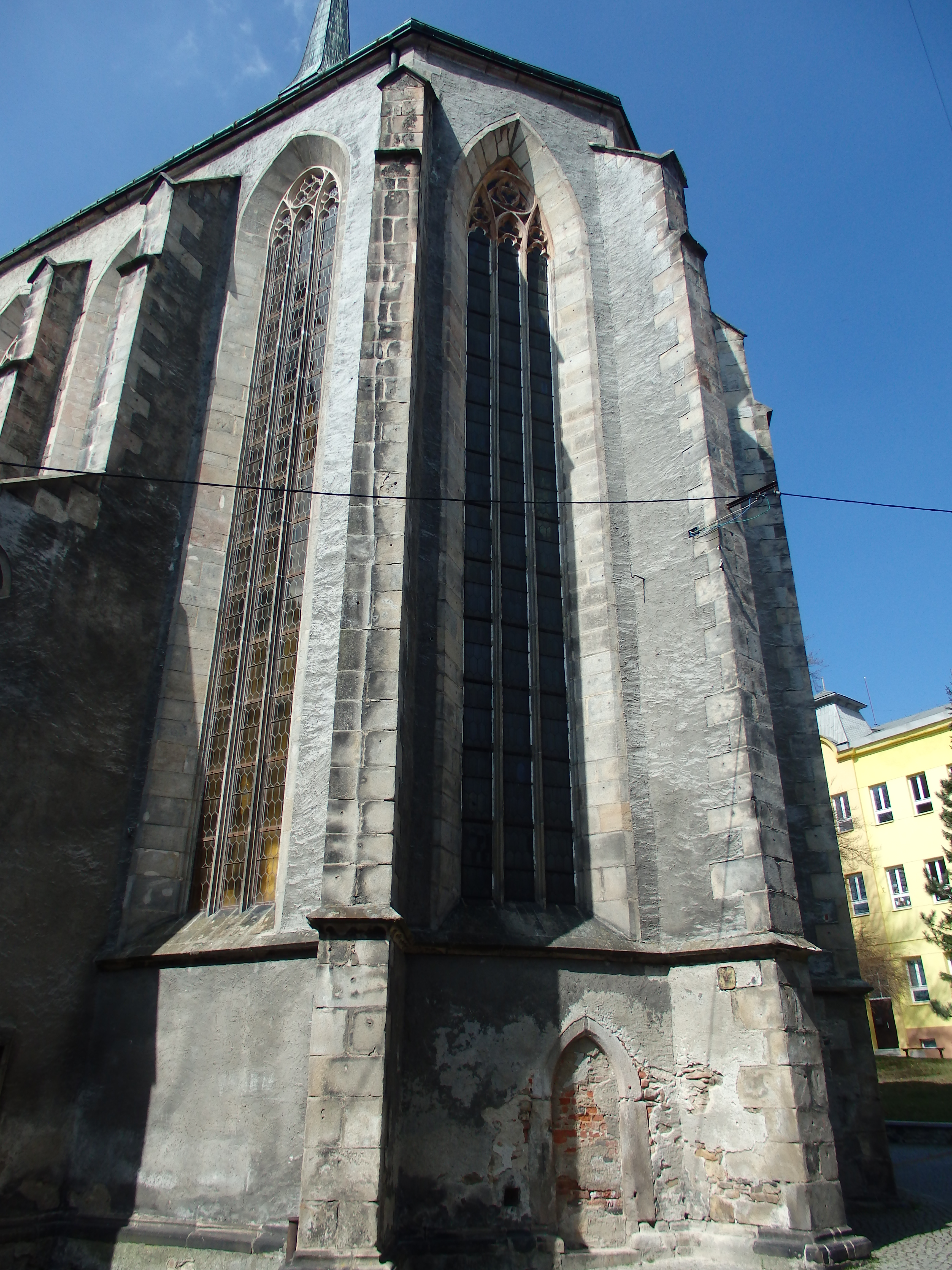
Okna do presbytáře
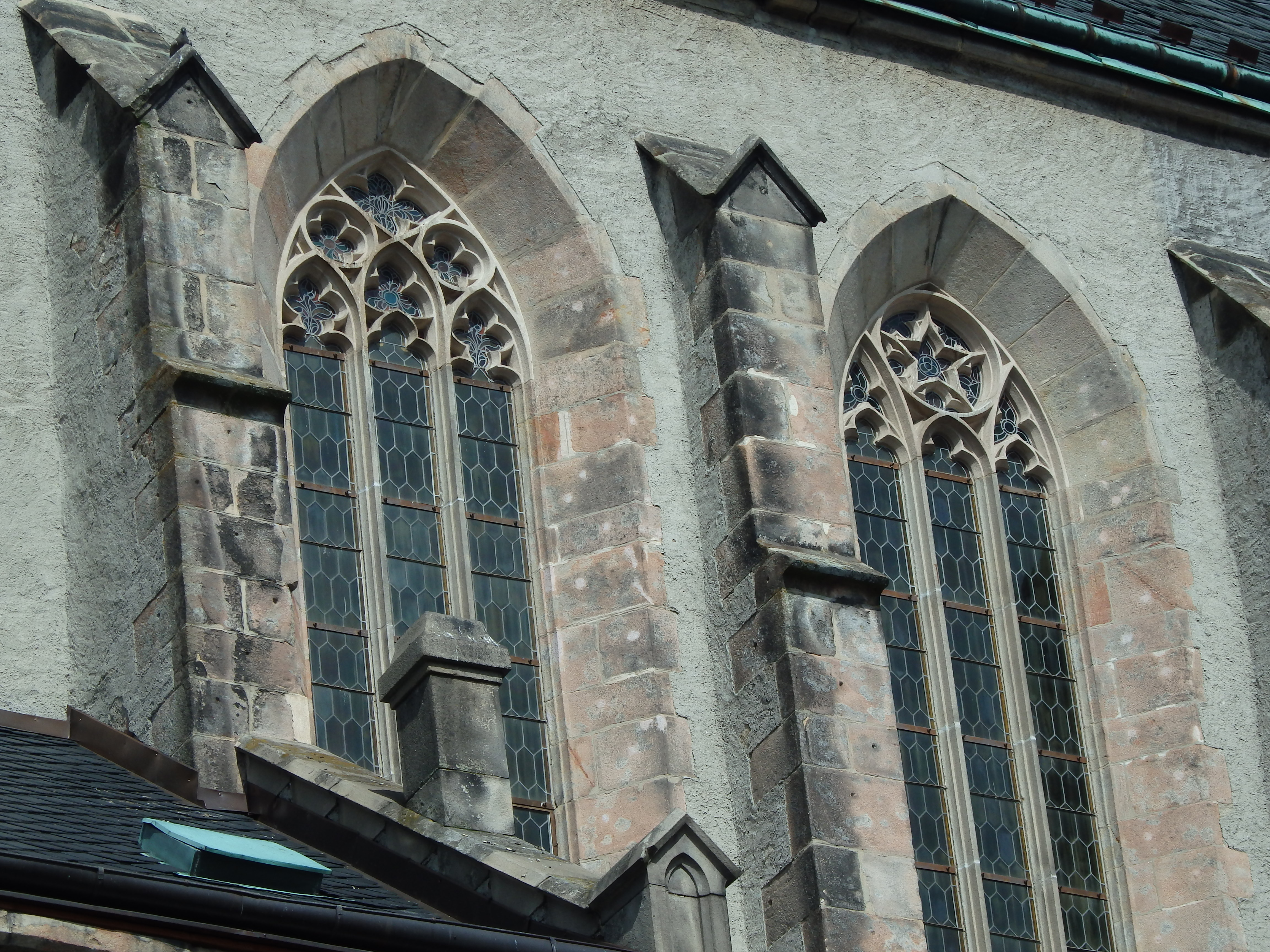
Okna jižní stěny

## Interiér
Kostel je trojlodní bazilika se značně převýšenou hlavní lodí, která je od vedlejších lodí oddělena mezilodní arkádou s lomenými oblouky. Nad nimi je pás bazilikálních oken s vitrážemi.
Přípory vítězného oblouku, oddělujícího kněžiště a hlavní loď kostela, jsou svedeny bez přerušení až na zem.
Hlavní i vedlejší lodě jsou zaklenuty křížovými klenbami. Profilovaná (vyžlabená) žebra jsou v hlavní lodi svedena na zdobené konzoly. Na konzolách jsou vytesány erby donátorů. Na jedné se možná dokonce nachází „busta“ stavitele. Ve vedlejších lodích jsou konzoly daleko jednodušší a mají ostruhový tvar. Žebra jsou rozdílně profilovaná v kněžišti a v hlavní lodi, což ukazuje na jejich rozdílné stáří. Také svorníky jsou zdobeny, nejčastěji květinovými motivy.

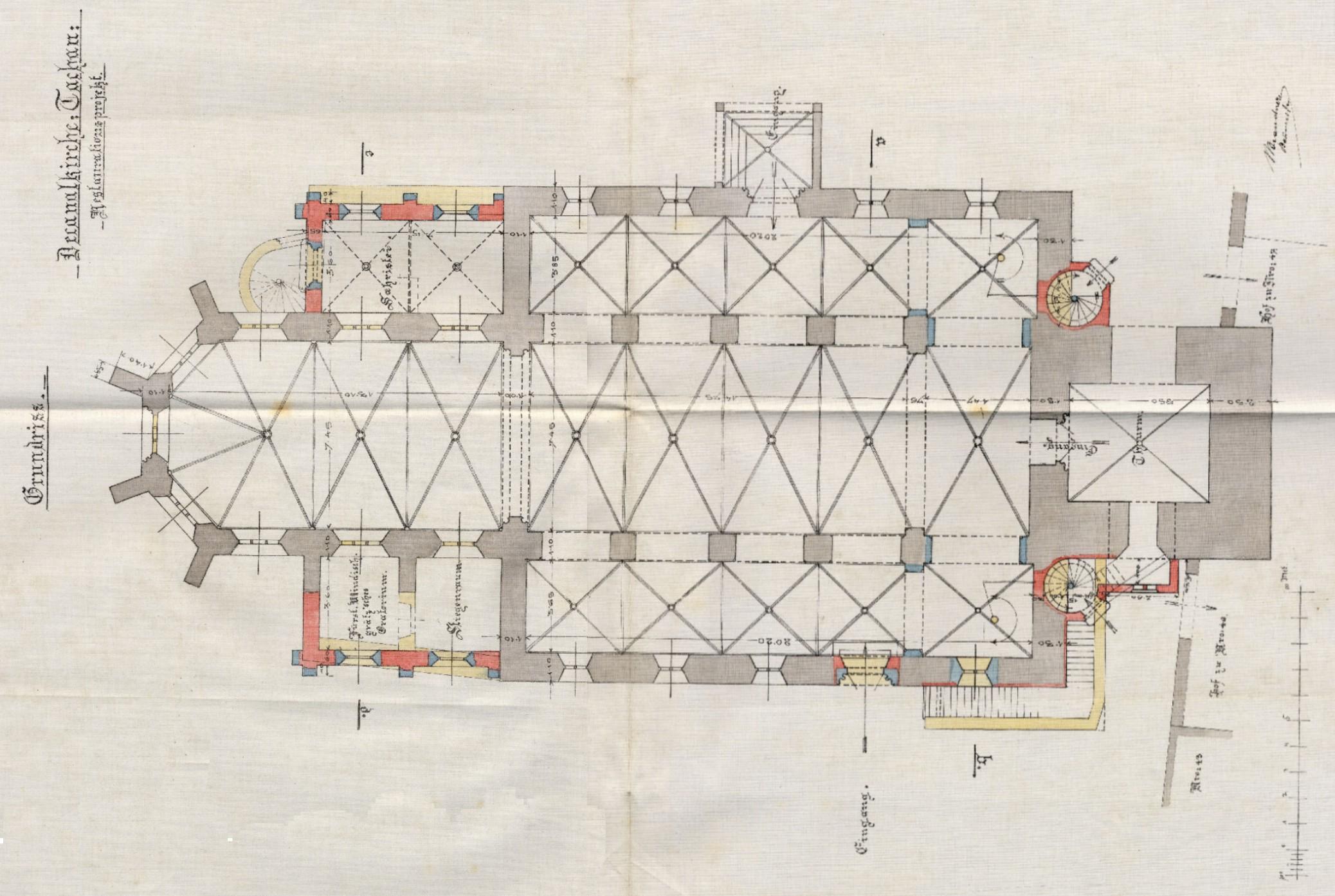
Půdorys kostela
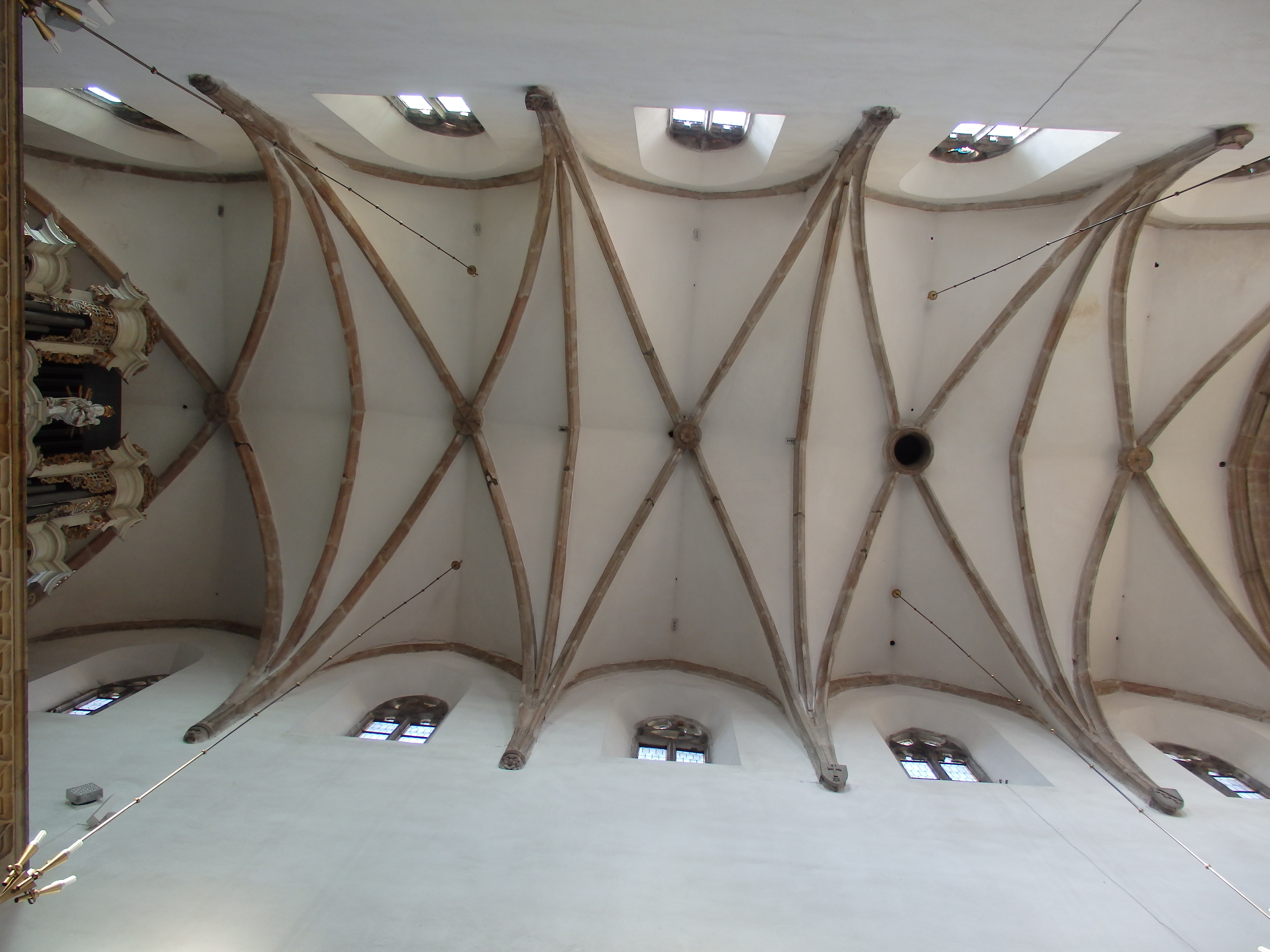
Křížová žebrová klenba hlavní lodi
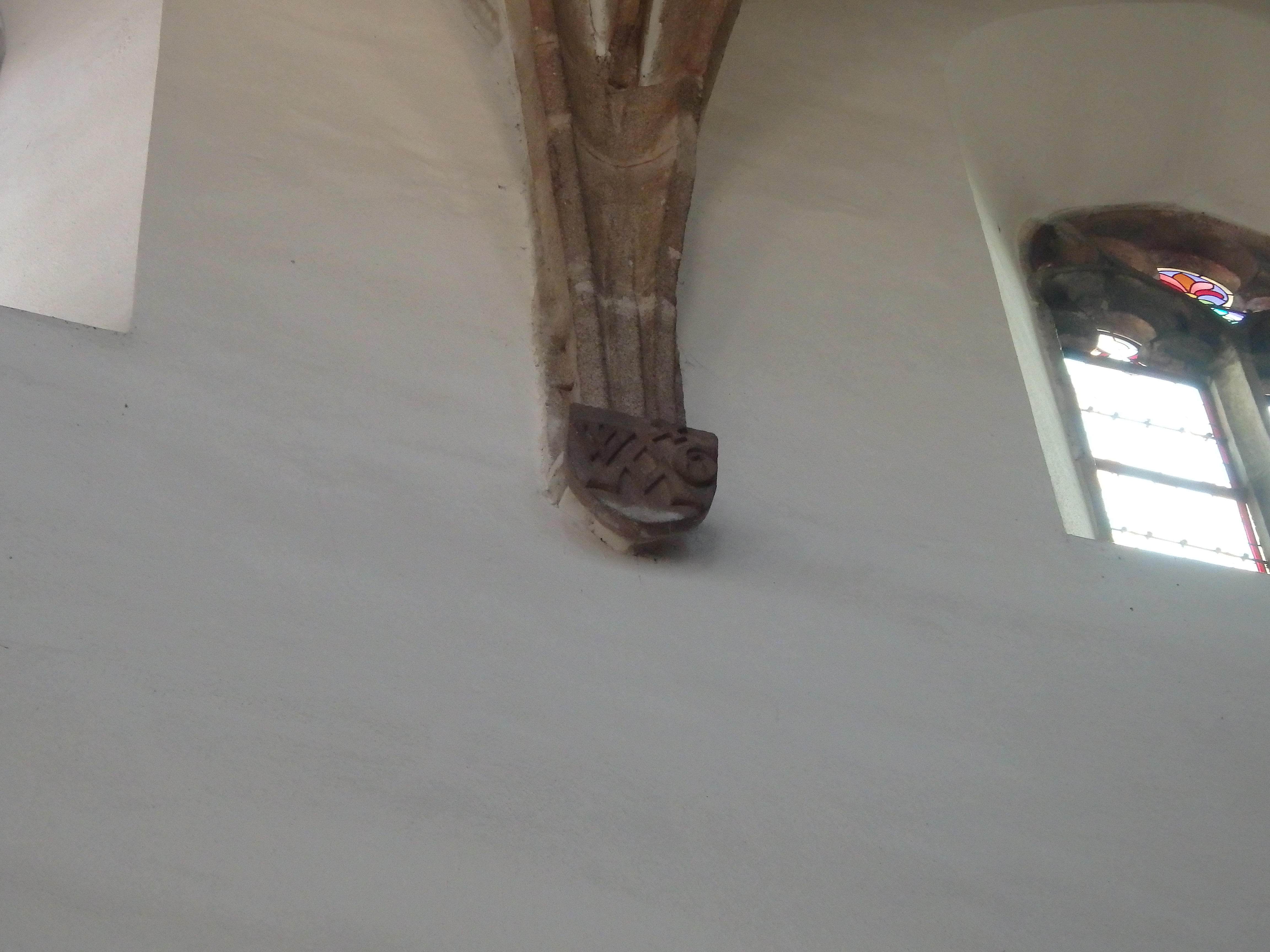
Zdobená konzola v hlavní lodi

### Presbytář
Presbytář je tvořen dvěma klenebními poli a je zakončen polygonálním pětibokým závěrem s pásem vysokých oken. Závěr je zaklenut paprsčitě a v každém poli je výseč pro vysoké okno. Přípory mezi jednotlivými okny jsou svedeny nepřerušovaně na podokenní římsu a zde končí. Pod presbytářem se nachází krypta. Vstup do ní je kryt kamennou deskou před hlavním oltářem.

### Oratoř
Na severní straně presbytáře se nachází obdélníková oratoř se dvěma vitrážovými okny směřujícími do kněžiště. Okna mají tvar lomeného oblouku, jsou zdobena přetínavými profily. Stejně jako chór je i podoba oratoře až z období regotizace.

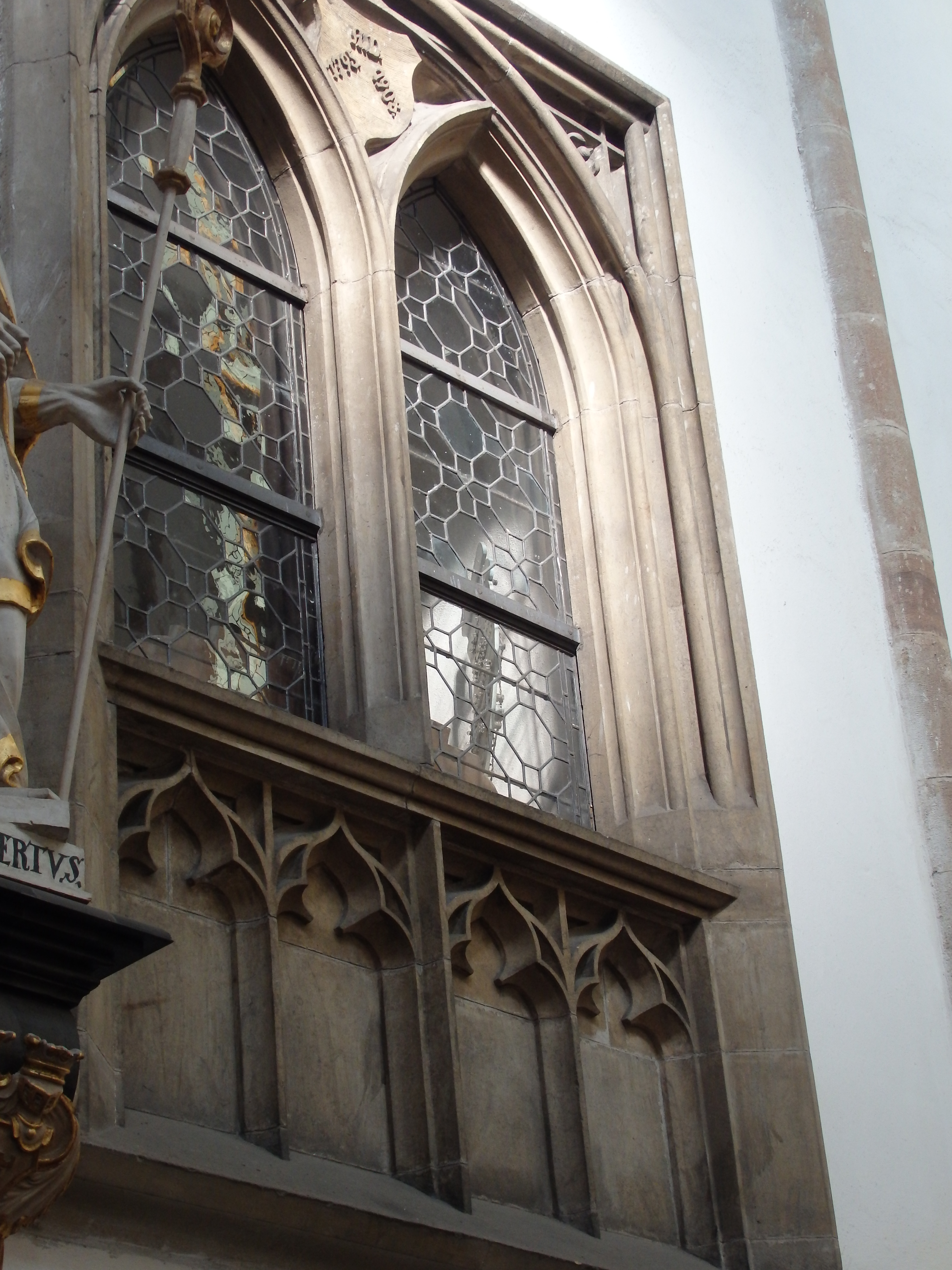
Okno oratoře

### Sakristie
Na jižní straně presbyteria se nachází patrová sakristie. Oratoř i sakristie mají vlastní vstupy z ulice a vlastní vchody do presbyteria.

### Kůr
V západní části hlavní lodě je dvoupatrový kůr. První patro je určeno pro zpěváky, druhé je varhanní. První patro kůru je otevřeno do hlavní lodi obloukovou arkádou, která má pouze plasticky naznačen oslí hřbet. Jeho zábradlí je zdobeno slepými čtyřlisty. Zábradlí druhého varhanního patra je tvořeno slepými trojlisty.

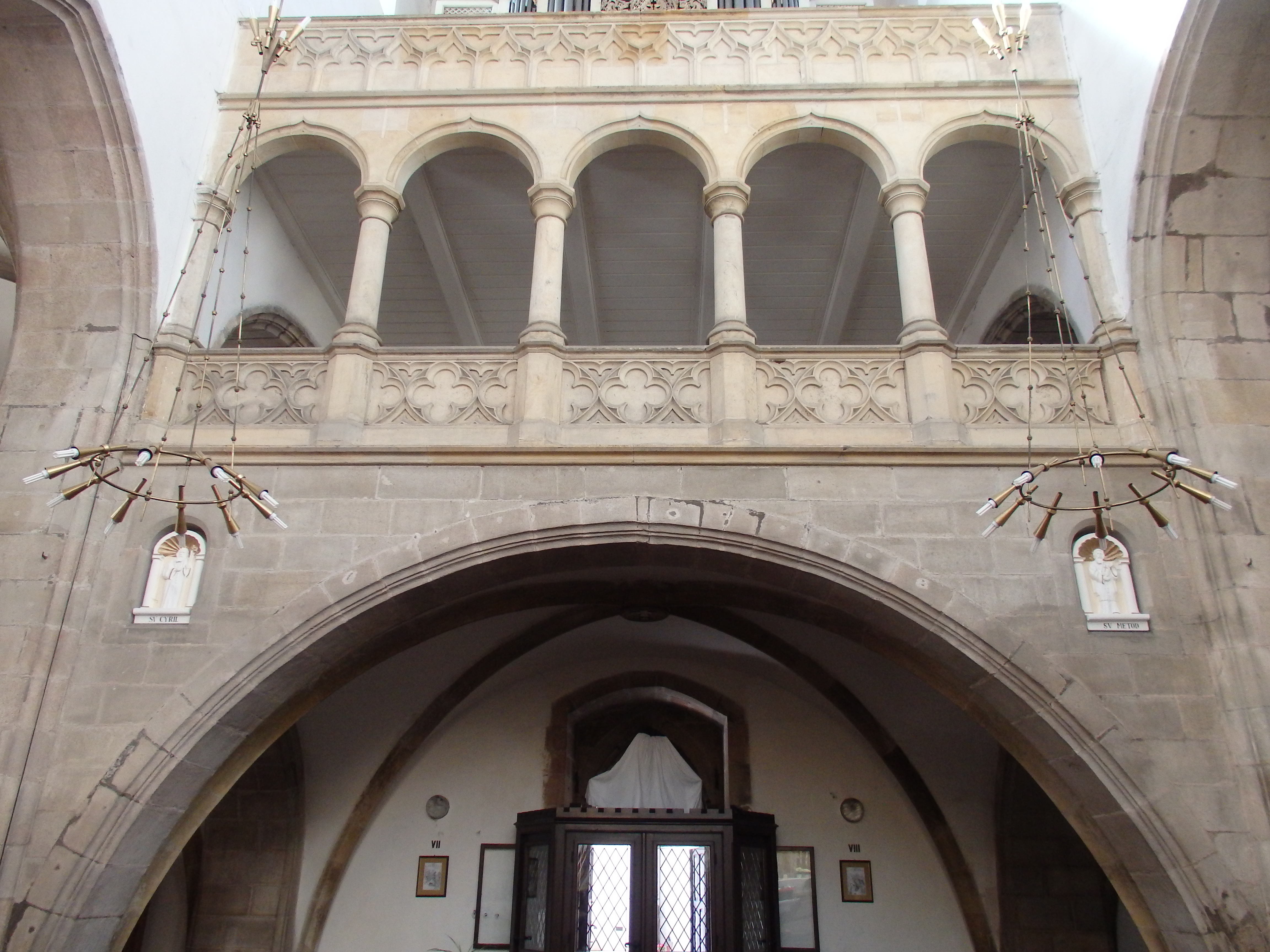
Dvoupatrový kůr

### Popis zařízení
Interiéru kostela dominuje veliký barokní oltář s obrazem Nanebevzetí Panny Marie. Po stranách hlavního oltáře jsou sochy svatého Pavla a svatého Petra a na jeho nástavci jsou sochy tří archandělů. V kostele se také nacházely dva boční oltáře. Levý z nich, Panny Marie Utěšitelky (andělíčkovský, andělský) se ztratil. Pravý boční oltář je zasvěcen svatému Kříži. Je zdoben sochami svatého Jana Nepomuckého, svatého Antonína, svatého Josefa a svatého Františka Sarafinského. Všechny tři oltáře pocházejí z období oprav kostela po třicetileté válce.
Kazatelna se nachází na severní straně hlavní lodi. Je zdobena sochami čtyř evangelistů. Nad kazatelnou je obvyklý baldachýn, zakončený plastikou Nejsvětějšího Srdce Ježíšova. Po stranách hlavní lodi a v presbytáři je umístěno na konzolách deset soch českých zemských patronů. Sochy jsou ze dřeva a jsou polychromované. Světce zobrazují v životních velikostech. Na podstavcích soch jsou zobrazeny znaky donátorů. Sochy nechal postavit děkan a duchovní správce Tachova Johann Franz Franchimont mezi lety 1684 a 1695. Vyrobil je barokní řezbář a sochař Jan Brokoff. Během let došlo k přemisťování soch a možná i jejich podstavců. Například pod sochou sv. Víta se prokazatelně nacházel erb Jana Antonína Losi z Losyntálu a pod sochou sv. Václava erb manželky Jana Antonína Sofie Polyxeny von Krösig.

Sochy a donátoři uvedení na jejich podstavcích (současný stav)
- sv. Jan Nepomucký – donátor neznámý
- svatý Josef – P. Andreas Joseph Thomas Streer, O. Cr. (děkan a vikář v Tachově od roku 1706)
- svatý Prokop – Sofie Polyxena hr. Losyová, roz. paní von Krösig
- svatý Vojtěch – Johann Franz Anton hrabě Losy z Losintálu
- svatý Vít – neznámý
- svatý Václav – Ferdinand Schnire(k) (neurčený, pravděpodobně bohatý tachovský měšťan)
- svatý Zikmund – P. Wolfgang Antonín František Pietlschmidt (tachovský děkan 1686 – 1694)
- svatý Norbert – neznámý
- svatá Ludmila – Christoph Schott (tachovský konšel)
- svatý Ivan – Johann Andreas Stadler von Wolffersgrün (právník a písař v Praze, tachovský městský a vrchnostenský písař, veřejný notář, vrchnostenský hejtman a apoštolský syndikus)